# Madarpur
 (juin 2017).
Madarpur est un petit village indien situé dans le district de Munger, Division de Munger, au Bihar.
La zone fait partie du corridor rouge, en raison de la rébellion naxalite.